# هیدروکلرید

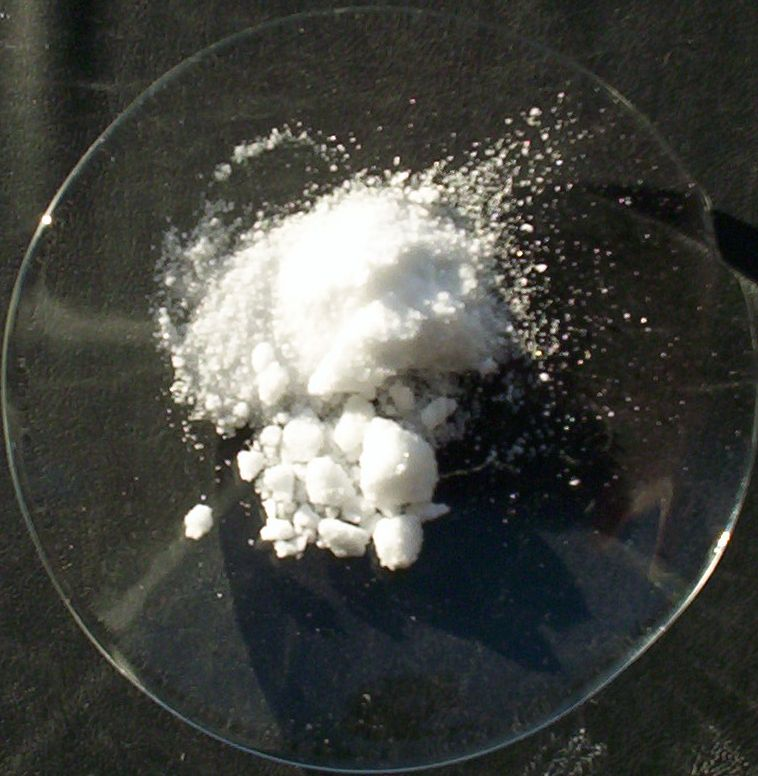
آمونیوم کلرید (NH4Cl)

در شیمی ، هیدروکلرید(به انگلیسی: Hydrochloride) یک نمک اسیدی است که در نتیجه واکنش هیدروکلریک اسید با یک باز آلی (به عنوان مثال یک آمین) حاصل می‌شود.

## کاربرد
تبدیل آمین‌های نامحلول به هیدروکلرید یک روش معمول برای محلول ساختن آن‌ها در آب است. این ویژگی برای استفاده در ترکیبات دارویی بسیار مطلوب است. فارماکوپه اروپا بیش از ۲۰۰ هیدروکلرید را به عنوان مواد فعال موجود در داروها معرفی کرده‌است. شکل هیدروکلرید داروها در مقایسه با بازهای آزاد، ممکن است به راحتی در دستگاه گوارش حل شوند و بتوانند با سرعت بیشتری جذب جریان خون شوند. علاوه بر این، ماندگاری فرم هیدروکلرید بسیاری از آمین‌ها نسبت به بازهای آزاد آن ترکیبات بیشتر است.